# Arthur (journaliste)
Pour les articles homonymes, voir Arthur et Montant.
Arthur, de son vrai nom Henri Montant, né le 14 juillet 1939 dans le 6e arrondissement de Lyon et mort le 17 juillet 2010 à Plougasnou (Finistère), est un écrivain et journaliste satirique français.

## Biographie
Il sort de l'École française de journalisme (promotion 1964) .
Cofondateur de La Gueule ouverte avec Pierre Fournier, militant écologiste, Arthur a écrit des chroniques satiriques dans La Grosse Bertha, CQFD, Le Matin de Paris, Charlie Hebdo, Le Monde, Le Canard enchaîné, et plus récemment dans Siné Hebdo.
Il décède la 17 juillet 2010 des suites d'une longue maladie.

## Ouvrages
- Mémoires d'un paresseux, éd. de l'Aléï, 1988

Sous son vrai nom Henri Montant : 
- Commentaires et humeurs : L'écriture satirique, (Victoires Editions, 2005)
- L'interview écrite et le portrait, (Éd. du Centre de formation et de perfectionnement des journalistes, 1995)
- Commentaires et humeurs : billets, éditoriaux, critiques, pamphlets, chroniques, échos, (Éd. du Centre de formation et de perfectionnement des journalistes, 1994)
- J. M., le feuilleton niçois, (Éditions La Découverte 1990)